# Општина Катемако (Веракруз)
Катемако (шп. Catemaco) општина је у Мексику у савезној држави Веракруз. Општина се налази на надморској висини од 379 м.

## Становништво
Према подацима из 2010. у општини је живело 48593 становника.

### Хронологија
| Година       | 2000                  | 2005                  | 2010                  |
| ------------ | --------------------- | --------------------- | --------------------- |
| Становништво | 45383 (22191 / 23192) | 46702 (22573 / 24129) | 48593 (23457 / 25136) |

### Попис
| \| \| м \| \| \| ж \| \| 0—2 \| 1.292 \| \| \| 1.204 \| \| 3—5 \| 1.460 \| \| \| 1.378 \| \| 6—11 \| 3.114 \| \| \| 3.060 \| \| 12—14 \| 1.537 \| \| \| 1.550 \| \| 15—17 \| 1.556 \| \| \| 1.593 \| \| 18—24 \| 2.871 \| \| \| 3.148 \| \| 60+ \| 2.250 \| \| \| 2.391 \| \| Просек : \| 28,5 \| \| \| 29,5 \| |       |  |  |       |
| |       |  |  |       |
| | м     |  |  | ж     |
| 0—2 | 1.292 |  |  | 1.204 |
| 3—5 | 1.460 |  |  | 1.378 |
| 6—11 | 3.114 |  |  | 3.060 |
| 12—14 | 1.537 |  |  | 1.550 |
| 15—17 | 1.556 |  |  | 1.593 |
| 18—24 | 2.871 |  |  | 3.148 |
| 60+ | 2.250 |  |  | 2.391 |
| Просек : | 28,5  |  |  | 29,5  |

| #   | Индикатор                                                                                        | Вредност |
| --- | ------------------------------------------------------------------------------------------------ | -------- |
| 1   | Становништво од 0 до 2 године                                                                    | 2496     |
| 2   | Мушко становништво од 0 до 2 године                                                              | 1292     |
| 3   | Женско становништво од 0 до 2 године                                                             | 1204     |
| 4   | Становништво са 3 и више година                                                                  | 45965    |
| 5   | Мушко становништво са 3 и више година                                                            | 22102    |
| 6   | Женско становништво са 3 и више година                                                           | 23863    |
| 7   | Становништво са 5 и више година                                                                  | 44113    |
| 8   | Мушко становништво са 5 и више година                                                            | 21171    |
| 9   | Женско становништво са 5 и више година                                                           | 22942    |
| 10  | Становништво са 12 и више година                                                                 | 36953    |
| 11  | Мушко становништво са 12 и више година                                                           | 17528    |
| 12  | Женско становништво са 12 и више година                                                          | 19425    |
| 13  | Становништво са 15 и више година                                                                 | 33866    |
| 14  | Мушко становништво са 15 и више година                                                           | 15991    |
| 15  | Женско становништво са 15 и више година                                                          | 17875    |
| 16  | Становништво са 18 и више година                                                                 | 30717    |
| 17  | Мушко становништво са 18 и више година                                                           | 14435    |
| 18  | Женско становништво са 18 и више година                                                          | 16282    |
| 19  | Становништво од 3 до 5 година                                                                    | 2838     |
| 20  | Мушко становништво од 3 до 5 година                                                              | 1460     |
| 21  | Женско становништво од 3 до 5 година                                                             | 1378     |
| 22  | Становништво од 6 до 11 година                                                                   | 6174     |
| 23  | Мушко становништво од 6 до 11 година                                                             | 3114     |
| 24  | Женско становништво од 6 до 11 година                                                            | 3060     |
| 25  | Становништво од 8 до 14 година                                                                   | 7235     |
| 26  | Мушко становништво од 8 до 14 година                                                             | 3633     |
| 27  | Женско становништво од 8 до 14 година                                                            | 3602     |
| 28  | Становништво од 12 до 14 година                                                                  | 3087     |
| 29  | Мушко становништво од 12 до 14 година                                                            | 1537     |
| 30  | Женско становништво од 12 до 14 година                                                           | 1550     |
| 31  | Становништво од 15 до 17 година                                                                  | 3149     |
| 32  | Мушко становништво од 15 до 17 година                                                            | 1556     |
| 33  | Женско становништво од 15 до 17 година                                                           | 1593     |
| 34  | Становништво од 18 до 24 године                                                                  | 6019     |
| 35  | Мушко становништво од 18 до 24 године                                                            | 2871     |
| 36  | Женско становништво од 18 до 24 године                                                           | 3148     |
| 37  | Женско становништво од 15 до 49 година                                                           | 13487    |
| 38  | Становништво са 60 и више година                                                                 | 4641     |
| 39  | Мушко становништво са 60 и више година                                                           | 2250     |
| 40  | Женско становништво са 60 и више година                                                          | 2391     |
| 41  | Однос између мушкараца и жена                                                                    | 93.32    |
| 42  | Становништво од нуле до 14 година                                                                | 14595    |
| 43  | Становништво од 15 до 64 године                                                                  | 30626    |
| 44  | Становништво од 65 година и више                                                                 | 3240     |
| 45  | Просечан број деце                                                                               | 2.49     |
| 46  | Становништво рођено у ентитету                                                                   | 46514    |
| 47  | Мушко становништво рођено у ентитету                                                             | 22437    |
| 48  | Женско становништво рођено у ентитету                                                            | 24077    |
| 49  | Становништво рођено у другом ентитету                                                            | 1805     |
| 50  | Мушко становништво рођено у другом ентитету                                                      | 875      |
| 51  | Женско становништво рођено у другом ентитету                                                     | 930      |
| 52  | Становништво од 5 година и више резидентно у ентитету у јуну 2005. године                        | 42760    |
| 53  | Мушко становништво старосног доба од 5 година и више, резидентно у ентитету у јуну 2005. године  | 20392    |
| 54  | Женско становништво старосног доба од 5 и више година, резидентно у ентитету у јуну 2005. године | 22368    |
| 55  | Становништво од 5 година и више које је живело у другом ентитету у јуну 2005. године             | 962      |
| 56  | Мушко становништво старије од 5 година које је живело у другом ентитету у јуну 2005. године      | 489      |
| 57  | Женско становништво старије од 5 година које је живело у другом ентитету у јуну 2005. године     | 473      |
| 58  | Становништво од 3 године и више које говори аутохтони језик                                      | 297      |
| 59  | Мушко становништво старо 3 године и више које говори аутохтони језик                             | 161      |
| 60  | Женско становништво старо 3 године и више које говори аутохтони језик                            | 136      |
| 61  | Становништво од 3 године и више које говори аутохтони језик и не говори шпански језик            | 1        |
| 62  | Мушко становништво старо 3 године и више које говори аутохтони језик и не говори шпански         | 1        |
| 63  | Женско становништво старо 3 године и више које говори аутохтони језик и не говори шпански језик  | 0        |
| 64  | Становништво старо 3 године и више које говори аутохтони језик и шпански                         | 236      |
| 65  | Мушко становништво старо 3 године и више које говори аутохтони језик и шпански                   | 125      |
| 66  | Женско становништво старо 3 године и више које говори аутохтони језик и шпански                  | 111      |
| 67  | Становништво од 5 година и више које говори аутохтони језик                                      | 295      |
| 68  | Становништво од 5 година и више које говори аутохтони језик и не говори шпански језик            | 1        |
| 69  | Становништво од 5 година и више које говори аутохтони језик и говори шпански језик               | 236      |
| 70  | Становништво у домородачким домаћинствима                                                        | 862      |
| 71  | Становништво са ограничењима у активностима                                                      | 1733     |
| 72  | Становништво са ограниченим ходањем или кретањем, горе или доле                                  | 768      |
| 73  | Становници са ограничењима вида, чак и уз кориштење сочива                                       | 596      |
| 74  | Становништво са ограничењима говора, комуникације или конверзације                               | 183      |
| 75  | Становништво са ограниченим слухом                                                               | 170      |
| 76  | Становништво са ограничењима при одевању, купању или јелу                                        | 42       |
| 77  | Становништво са ограничењима у опажању или учењу једноставних ствари                             | 39       |
| 78  | Становништво са менталним ограничењима                                                           | 150      |
| 79  | Становништво без ограничења активности                                                           | 46447    |
| 80  | Становништво од 3 до 5 година које не похађа школу                                               | 1426     |
| 81  | Мушко становништво од 3 до 5 година које не похађа школу                                         | 742      |
| 82  | Женско становништво од 3 до 5 година које не похађа школу                                        | 684      |
| 83  | Становништво од 6 до 11 година које не похађа школу                                              | 352      |
| 84  | Мушко становништво од 6 до 11 година које не похађа школу                                        | 200      |
| 85  | Женско становништво од 6 до 11 година које не похађа школу                                       | 152      |
| 86  | Становништво од 12 до 14 година које не похађа школу                                             | 362      |
| 87  | Мушко становништво од 12 до 14 година које не похађа школу                                       | 166      |
| 88  | Женско становништво од 12 до 14 година које не похађа школу                                      | 196      |
| 89  | Становништво од 15 до 17 година похађа школу                                                     | 2113     |
| 90  | Мушко становништво од 15 до 17 година похађа школу                                               | 1078     |
| 91  | Женско становништво између 15 и 17 година живота у школи                                         | 1035     |
| 92  | Становништво од 18 до 24 године похађа школу                                                     | 1331     |
| 93  | Мушко становништво од 18 до 24 године похађа школу                                               | 715      |
| 94  | Женско становништво од 18 до 24 године похађа школу                                              | 616      |
| 95  | Становништво од 8 до 14 година које не може да чита и пише                                       | 498      |
| 96  | Мушко становништво старосног доба од 8 до 14 година које не може да чита и пише                  | 276      |
| 97  | Женско становништво старосног доби од 8 до 14 година које не може да чита и пише                 | 222      |
| 98  | Становништво од 15 година и више које је неписмено                                               | 5760     |
| 99  | Мушко становништво од 15 година и више које је неписмено                                         | 2238     |
| 100 | Женско становништво од 15 година и више које је неписмено                                        | 3522     |
| 101 | Становништво старо 15 и више година без школовања                                                | 5688     |
| 102 | Мушко становништво старо 15 и више година без школовања                                          | 2267     |
| 103 | Женско становништво старо 15 и више година без школовања                                         | 3421     |
| 104 | Становништво старосног доба 15 и више година са непотпуним основним образовањем                  | 6869     |
| 105 | Мушко становништво старосног доба од 15 година и више са непотпуном основним образовањем         | 3209     |
| 106 | Женско становништво старосног доба 15 и више година са непотпуном основним образовањем           | 3660     |
| 107 | Становништво старо 15 и више година са комплетним основним образовањем                           | 5725     |
| 108 | Мушко становништво старо 15 година и више са комплетним основним образовањем                     | 2613     |
| 109 | Женско становништво старо 15 и више година са комплетним основним образовањем                    | 3112     |
| 110 | Становништво старосног доба 15 и више година са непотпуним средњим образовањем                   | 1896     |
| 111 | Мушко становништво старосног доба од 15 година и више са непотпуним средњим образовањем          | 977      |
| 112 | Женско становништво старосног доба од 15 година и више са непотпуним средњим образовањем         | 919      |
| 113 | Становништво старо 15 и више година са пуним секундарном образовањем                             | 5291     |
| 114 | Мушко становништво старосног доба од 15 година и више са пуним секундарном образовањем           | 2629     |
| 115 | Женско становништво старосног доба од 15 година и више са пуним секундарном образовањем          | 2662     |
| 116 | Становништво старије од 18 година са постосновним образовањем                                    | 7569     |
| 117 | Мушко становништво старије од 18 година са постосновним образовањем                              | 3900     |
| 118 | Женско становништво старије од 18 година са постосновним образовањем                             | 3669     |
| 119 | Просечна оцена школовања                                                                         | 6.62     |
| 120 | Просечан ниво образовања мушке популације                                                        | 6.96     |
| 121 | Просечан ниво образовања женског становништва                                                    | 6.31     |
| 122 | Економски активно становништво                                                                   | 17898    |
| 123 | Економски активна мушка популација                                                               | 13409    |
| 124 | Економски активна женска популација                                                              | 4489     |
| 125 | Становништво које није економски активно                                                         | 18872    |
| 126 | Мушко становништво које није економски активно                                                   | 4009     |
| 127 | Женско становништво које није економски активно                                                  | 14863    |
| 128 | Запослено становништво                                                                           | 17223    |
| 129 | Запослено мушко становништво                                                                     | 12823    |
| 130 | Запослено женско становништво                                                                    | 4400     |
| 131 | Незапослена популација                                                                           | 675      |
| 132 | Незапослена мушка популација                                                                     | 586      |
| 133 | Незапослена женска популација                                                                    | 89       |
| 134 | Становништво без права на здравствене услуге                                                     | 18051    |
| 135 | Становништво које има право на здравствене услуге                                                | 30347    |
| 136 | Становништво које има право на ИМСС                                                              | 7001     |
| 137 | Становништво које има право на социјално осигурање                                               | 1382     |
| 138 | Становништво које има право на државно социјално осигурање                                       | 96       |
| 139 | Становништво које има право на опште осигурање или здравствено осигурање за нову генерацију      | 21205    |
| 140 | Становништво које је било једном или није било у браку током 12 година и више                    | 11795    |
| 141 | Венчано или уједињено становништво од 12 година и више                                           | 21564    |
| 142 | Становништво које је било у браку или уједињено 12 година и више                                 | 3553     |
| 143 | Становништво са католичком религијом                                                             | 39657    |
| 144 | Протестанти, еванђелисти и библијски следбеници различити од еванђелиста                         | 5849     |
| 145 | Становништво са другим религијама различитим од претходних                                       | 105      |
| 146 | Становништво без религије                                                                        | 2718     |
| 147 | Укупно пописаних домаћинства                                                                     | 11914    |
| 148 | Пописна домаћинства на челу са мушкарцима                                                        | 8832     |
| 149 | Пописна домаћинства на челу са женама                                                            | 3082     |
| 150 | Становништво у пописним домаћинствима                                                            | 48464    |
| 151 | Становништво у пописним домаћинствима на челу са мушкарцима                                      | 37341    |
| 152 | Становништво у пописним домаћинствима на челу са женама                                          | 11123    |
| 153 | Укупно домаћинстава                                                                              | 14356    |
| 154 | Укупно насељених домаћинстава                                                                    | 11954    |
| 155 | Укупно приватних кућа                                                                            | 14316    |
| 156 | Насељени приватни домови                                                                         | 11914    |
| 157 | Укупно насељених приватних кућа                                                                  | 11952    |
| 158 | Ненасељене приватне куће                                                                         | 1661     |
| 159 | Појединачна домаћинства за привремену употребу                                                   | 741      |
| 160 | Становници у насељеним приватним кућама                                                          | 48464    |
| 161 | Насељеност станара у приватним становима                                                         | 4.07     |
| 162 | Просечно становника по соби у приватним насељеним домаћинствима                                  | 1.2      |
| 163 | Појединачна домаћинства са подовима од различитих материјала од земље                            | 9877     |
| 164 | Појединачна домаћинства у приземљу                                                               | 2011     |
| 165 | Појединачна домаћинства са једном спаваћом собом                                                 | 4335     |
| 166 | Појединачна домаћинства са две спаваће собе и више                                               | 7561     |
| 167 | Појединачна домаћинства са једним собом                                                          | 1464     |
| 168 | Појединачна домаћинства са две собе                                                              | 1873     |
| 169 | Појединачна домаћинства са 3 собе и више                                                         | 8543     |
| 170 | Појединачна домаћинства која имају електрично светло                                             | 11431    |
| 171 | Појединачна домаћинства која немају електрично светло                                            | 455      |
| 172 | Појединачна домаћинства која имају водоводну воду у стамбеном простору                           | 10786    |
| 173 | Појединачна домаћинства која немају водоводну воду у стамбеном простору                          | 1099     |
| 174 | Појединачна домаћинства која имају тоалет                                                        | 11553    |
| 175 | Појединачна домаћинства која имају канализацију                                                  | 9727     |
| 176 | Појединачна домаћинства која немају канализацију                                                 | 2148     |
| 177 | Појединачна домаћинства која имају електрично светло, довод воде из јавне мреже и канализацију   | 8866     |
| 178 | Појединачна домаћинства без икаквих услова                                                       | 716      |
| 179 | Појединачна домаћинства која имају радио                                                         | 8463     |
| 180 | Појединачна домаћинства која имају телевизор                                                     | 10159    |
| 181 | Појединачна домаћинства која имају фрижидер                                                      | 8136     |
| 182 | Појединачна домаћинства која имају машину за веш                                                 | 4857     |
| 183 | Појединачна домаћинства која имају аутомобил или комби                                           | 2052     |
| 184 | Појединачна домаћинства која имају рачунар                                                       | 1408     |
| 185 | Појединачна домаћинства која имају фиксну телефонску линију                                      | 2093     |
| 186 | Појединачна домаћинства која имају мобилни телефон                                               | 6231     |
| 187 | Појединачна домаћинства која имају приступ интернету                                             | 819      |